# Les Fils du soleil
Les Fils du soleil (titre original : The Sunlanders) est une nouvelle américaine de Jack London publiée aux États-Unis en 1902.

## Éditions

### Éditions en anglais
- The Sunlanders, dans le recueil Children of the Frost, New York ,The Macmillan Co, septembre 1902.

### Traductions en français
- Les Fils du soleil,  traduit par Louis Postif, in  Je sais tout, n° 223-224, périodique, 15 juillet  & 15 août 1924.
- Les Fils du soleil, traduit par Louis Postif, in Les Enfants du froid, recueil, Hachette, 1932.
- Un Fils du soleil, traduit par Clara Mallier, Gallimard, 2016[1].

## Sources
- (en) Jack London's Works by Date of Composition
- « Bibliographie de Jack London », sur jack-london.fr (consulté le 28 février 2024)